# Oum Ali (distrito)
Oum Ali é um distrito localizado na província de Tébessa, Argélia. Sua capital é a cidade de mesmo nome. A população total do distrito era de 9 818 habitantes, em 2008.[carece de fontes?]

## Comunas
O distrito está dividido em duas comunas:
- Oum Ali
- Safsaf El Ouesra